# Флувијални под
Флувијални под је флувијални ерозивни облик рељефа. Овај облик рељефа може се запазити на странама речних долина у виду широке заравни и представља квалитативно виши облик у еволуцији речних тераса.
За постанак флувијалних подова неопходни су посебни услови. Њихово формирање везано је, по правилу, за дуготрајно и интензивно деловање бочне ерозије, при трајној стабилности доње ерозивне базе, у далеко одмаклом стадијуму еволуције уздужног речног профила када је речни ток готово достигао равнотежни профил и у том нивоу се задржао веома дуго.
Изразити флувијални подови запажају се у Ђердапској клисури, у долини Великог Тимока, у кањону Лазареве реке на источном ободу Кучаја, у долини Црног Тимока на улазу у Зајечарску котлину, у долини Таре итд. У литице Ђердапске клисуре (тачније клисуре Казана) усечени су подови Казана (260 m релативне висине) и Калфе (370 m рел. висине).

## Галерија
- Део флувијалног пода.
- Поглед на део флувијалног пода са видиковца Плоче.